# Сент Мериз (Западна Вирџинија)
Сент Мериз (енгл. St. Marys) град је у америчкој савезној држави Западна Вирџинија.

## Демографија
По попису из 2010. године број становника је 1.860, што је 157 (-7,8%) становника мање него 2000. године.
| Група             | 2000.         | 2010.         |
| Белци             | 1.986 (98,5%) | 1.817 (97,7%) |
| Афроамериканци    | 1 (0,0%)      | 2 (0,1%)      |
| Азијати           | 6 (0,3%)      | 4 (0,2%)      |
| Хиспаноамериканци | 5 (0,2%)      | 25 (1,3%)     |
| Укупно            | 2.017         | 1.860         |